# El beso del fantasma a la doncella
El beso del fantasma a la doncella es una escultura creada por Auguste Rodin, en el año de 1880. El artista la nombró “Le baiser du fantôme et la demoiselle”, y fue exhibida por primera vez en su decimocuarta exposición, la cual se llevó a cabo en el Salón de la Sociedad Nacional. Una de las versiones en mármol se encuentra en el museo Soumaya de la Ciudad de México.
A esta obra Rodin concedió otro nombre muy sugerente, El sueño,  que podría tener alguna relación con los descubrimientos freudianos del inconsciente.

## Inspiración y representación
Rodin se inspiró para esta composición en el infierno de Orfeo, Hesíodo, Dante Alighieri y Charles Baudelaire, así como su admiración por Miguel Ángel y su representación de la anatomía humana. Las representaciones de esta obra concedieron una mezcla estética, cuyas partes constitutivas tomaban vida propia. En la obra se aprecia un hombre alado que somete a una joven que trata de no rendirse ante el beso. Rodin se inspiró específicamente en uno de los poemas de Las flores del mal para crear esta obra.
La composición de la figura de la mujer fue utilizada por Rodin en otras obras, haciendo algunas variaciones, por ejemplo en el Torso de Adele, La eterna primavera, Paolo y Francesca e incluso El beso.